# Takács Emese (vívó)
Takács Emese (Budapest, 1978. április 28. –) magyar, Európa-bajnoki bronzérmes párbajtőröző.

## Sportpályafutása
Gyermekkora óta vív. 1994-ben részt vett a mexikóvárosi kadett világbajnokságon, ahol 13. helyen végzett. A decemberi csapatbajnokságon a Honvéd versenyzőjeként bajnok lett. A következő évben a junior ob-n harmadik, Párizsban világbajnok lett. 1996-ban a franciaországi St. Maurban csapatával megnyerte a BEK-et, majd a csb-n ezüstérmes volt. 1997 januárjában a zoetermeeri BEK döntőben csapata vereséget szenvedett az MTK-tól és második helyen zárt. A spanyolországi junior vilàgbajnokságon a 16 között esett ki. Az októberi, gdanski europa bajnokságon második lett. Megnyeri a mödlingi és tauberbischofsheimi világkupàt. Az 1998-as valenciai világbajnokságon egyéniben 5 helyezett csapatával vilàgbajnok lett, világkupa aranyaival megnyeri az összetett világkupa sorozatot. A decemberi ob-n hatodik lett. 1999-ben tagja a felnőtt Európa-bajnokságon bronzérmet szerzett csapatnak (Tóth Hajnalka, Nagy Tímea, Hormay Adrienn, Takács Emese). A mallorcai Universiaden csapatban második helyezett lett. 2003-ban és 2005-ben is csapat tag volt az Universiaden. 2008-ban bronz érmet nyer a Magyar Bajnoksàgon.
Amerikai tanulmányai utàn 2009 óta ismét a válogatott tagja, világkupa arany és két bronz éremmel. 2016-ban a Spanyol Valladolid csapatával a BEK-en ötödik helyezett. 2014 utàn Brazil állampolgárként kvalifikàlja magát a riói Olimpiai Jàtékokra.

## Tanulmányai
A gödöllői Szent István Egyetemen kezdte tanulmányait, majd az Egyesült Államok béli St. Johns Egyetemen szerzett diplomát. Hazatérése utàn befejezte gödöllői tanulmányait és a Debreceni Egyetemen tanult tovàbb.